# Троицкий народный дом
Тро́ицкий наро́дный дом (Троїцький народний дім) — памятник архитектуры и истории в Киеве, Украина. Находится на углу улиц Большой Васильковской и Жилянской, современный адрес — ул. Большая Васильковская, 53/3 (первоначально здание имело адрес ул. Большая Васильковская, 51). Местность, где было построено здание, имело неофициальное название «Троицкая площадь» (от находившейся рядом одноимённой церкви), отсюда и название народного дома. Построен в 1901—1902 году по проекту архитектора Г. М. Антоновского в стиле рационализма (по другим, неточным данным архитекторы — Г. М. Антокольский и В. А. Осьмак). Народный дом Киевского общества грамотности в здании работал до 1908 года, в 1907—1917 годах здесь находился театр Н. К. Садовского, а затем до 1922 года — ряд украинских театральных коллективов. В 1934 году здание передано коллективу Киевского театра музыкальной комедии (ныне Киевский национальный академический театр оперетты). С Троицким народным домом связана деятельность общественных культурно-просветительских организаций, редакций периодических изданий, здесь проходили политические собрания и митинги, созданы первые в Киеве профсоюзы.

## Строительство
В 1899 году Киевское общество грамотности обратилось в Городскую думу с инициативой о постройке народного дома. Предложением занялся городской голова Степан Сольский, и к концу года было издано постановление о бесплатном выделении участка рядом с Троицкой церковью. Губернский архитектор Г. М. Антоновский согласился бесплатно разработать проект, отказался он и от вознаграждения за авторский надзор. Для строительства (не считая отделки и приобретения имущества) необходимо было более 100 тыс. рублей. Значительная часть этой суммы была получена из благотворительных взносов. Крупные пожертвования сделали Л. И. Бродский (12 тыс. рублей) и Н. А. Терещенко (2569 рублей), также 10 тыс. рублей было получено от Киевского губернского попечительства о народной трезвости и 20 тыс. рублей выделило Министерство финансов. Владельцы некоторых кирпичных заводов отдали на строительство более 100 тыс. штук кирпича. Генерал-губернатор М. И. Драгомиров был избран почётным опекуном строительства, благодаря его поддержке удалось получить субсидию из бюджета. Деньги на отделку и оборудование получили путём ипотеки на льготных условиях.
Торжественная закладка здания состоялась 12 июля 1901 года. Подрядчиком выступила известная строительная фирма Л. Б. Гинзбурга, которая выполнила работы в кредит, часть работ также была выполнена подрядчиком бесплатно. Электроосветительное оборудование установлено Российским электрическим товариществом «Унион». В 1902 году надзор за строительством осуществлял архитектор П. И. Голландский. Здание построено к осени 1902 года, и 12 октября состоялось его торжественное открытие и освящение.
В 1906 году здание перестраивалось.

## Архитектура
Здание главным (западным) фасадом выходит на красную линию Большой Васильковской ул. Оно двухэтажное, с подвалом, кирпичное, оштукатуренное и покрашенное. В плане прямоугольное, вытянуто по оси запад — восток, центральный вход — с главного фасада. На продольной оси здания последовательно расположены фойе, вестибюль, зрительный зал и сценическая часть. К центрально расположенному зрительному залу с востока прилегает сценическая коробка, а с трёх остальных сторон он окружён помещениями фойе и кулуаров. Зал первоначально был рассчитан на 1006 зрителей, после реконструкции — на 799. С южной и северной стороны от зала имеются две лестничные клетки. В зале имеются партер и два яруса балконов, опирающиеся на чугунные колонны. Перекрытия плоские из бетонных балок, крыша скошенная, на стропильных фермах.
Здание построено в рациональных архитектурных формах, с максимальным использованием конструктивных и декоративных возможностей кирпичной кладки. По всем фасадам проходит горизонтальный гурт, разделяющий здание на два этажа. Окна большие, прямоугольные, вытянутых пропорций, что обычно не свойственно театральным зданиям. Над окнами — клиновидные перемычки с развитым замковым камнем. Простенки узкие, оформлены пилястрами. Карниз, завершающий здание — простого рисунка, его профиль характерен для модернистской архитектуры. Стены лестничных клеток оформлены рустом, в них имеются арочные окна. По центру западного фасада имеется аттиковый полуэтаж, по высоте соответствующий зрительному залу. На центральной части главного фасада над тремя окнами второго этажа имеются фрагменты лепного декора, а по краям центральной части — овальные ниши с установленными в них бюстами Т. Г. Шевченко и Н. В. Гоголя. Лепной декор имеется также в зрительном зале — украшен потолок, портал сцены и ограждения балконов.

## Культурное и историческое значение

### Просветительские, общественные и политические организации
До 1908 года в народном доме действовало Киевское общество грамотности. Общество основано в 1882 году, целью его было распространение грамотности и «религиозно-морального просвещения в народе», работало на территории Юго-Западного края. В период работы Троицкого народного дома председателем общества был педагог, учёный и общественно-политический деятель В. П. Науменко (с 1897 года), товарищи председателя — историк И. В. Лучицкий и публицист Л. С. Личков. Заведующий народного дома — А. В. Вязлов, его заместитель — Д. И. Дорошенко. В народном доме имелась бесплатная библиотека-читальня (заведующий Е. А. Кивлицкий), здесь работали просветительские заведения — различные курсы, в частности, для учителей, проходили общественные мероприятия — лекции, народные чтения, концерты. Передвижным музеем учебников заведовал Н. Ф. Беляшевский. В 1908 году в музее насчитывалось 1560 наименований и 10 506 экземпляров учебных изданий, которые давались во временное пользование частным и полковым школам, городским и коммерческим училищам, приютам. В годы революции 1905—1907 годов помещения народного дома использовались социал-демократами для ведения революционной пропаганды. В октябре 1905 года здесь были организованы первые в Киеве профсоюзы рабочих, в 1906 под видом культурно-просветительской комиссии работало Центральное профсоюзное бюро. В 1907 году народный дом подвергся жандармскому досмотру, во время которого на центральном книжном складе обнаружено 764 экземпляра запрещённых политических изданий — работы В. И. Ленина, Г. В. Плеханова, произведения А. И. Герцена, Максима Горького и другие. В том же году 31 октября (13 ноября) Общество грамотности было закрыто, его собственность и сам народный дом передали в муниципальную собственность и в ведение специальной комиссии Киевской городской управы. Музей учебников в 1914 году передан Киевскому учебному округу.
Помещения народного дома сдавались общественным организациям, политическим партиям, редакциям периодических изданий. В 1902—1907 годах здесь работала редакция украиноведческого журнала «Киевская старина» (в 1907 его преемник — литературно-публицистический журнал «Україна»). В состав редколлегии, которая заседала на втором этаже, входили Д. И. Дорошенко, Е. А. Кивлицкий, О. И. Левицкий, С. В. Петлюра, Е. К. Трегубов, Я. Н. Шульгин.
В 1907—1908 годах в здании работало отделение редакции газеты «Рада», издававшейся Е. Х. Чикаленко. Главное помещение редакции находилось на улице Ярославов Вал, 6.
25 мая 1908 года в лекционном зале Народного дома состоялось торжественное открытие Киевского общества распространения грамотности и просвещения (вместо закрытого Киевское общество грамотности). Среди собравшихся были попечитель Киевского учебного округа П. А. Зилов, помощник попечителя П. Д. Погодин, предводитель киевского дворянства Г. И. Вишневский, исправляющий дела городского головы Ф. С. Бурчак, ректор Университета Н. М. Цытович, члены Общества, директора гимназий и реального училища, гласные Киевской думы, профессора Университета. После молебна, совершенного кафедральным протоиереем П. Г. Преображенским в сослужении городского духовенства, с приветственной речью выступил председатель Общества В. Г. Тальберг, за ним — его заместитель профессор Университета Ю. А. Кулаковский. Среди прочего он сказал: «Главная цель нашего Общества — содействовать распространению грамотности в нашем крае. То, что для других культурных государств Запада является уже нормальной действительностью, в нашем отечестве есть ещё отдалённый идеал. История нашего прошлого объясняет нам причину отсталости нашего отечества в деле народного просвещения. Великими и тяжкими трудами длинного ряда поколений слагалось наше огромное государство, много тяжких жертв было принесено русским народом на алтарь отечества, и самой тяжкой было крепостное право, служившее в течение веков основой обеспечения сил государства. Ещё не прошло и пятидесяти лет, как Царь-Освободитель сокрушил узы, лежавшие тяжким ярмом на нашем народе. Пока это бремя тяготело на нём, образование и просвещение было сословной привилегией, и с таким взглядом на дело мирились даже лучшие наши люди. Шестьдесят лет тому назад наш гениальный писатель Гоголь благодушно рассуждал в письме из Рима о том, что грамота вовсе не нужна простому сельскому населению. Времена эти безвозвратно миновали, и освобождение крестьян стало эпохой, с которой началась деятельная работа правительства и общественных учреждений по созданию народных школ и распространения грамотности в народе. Много положено усилий на это святое дело, но необъятна наша Русь, и всеобщая грамотность является и доселе всё ещё очень далёким идеалом. В настоящее время, вместе с коренным переломом в нашем государственном строе, дело народного просвещения сознаётся как долг государства перед народной массой, и есть все основания надеяться, что оно двинется вперёд живее и свободнее, чем прежде. На днях в Государственной думе с величайшим единодушием был вотирован крупный кредит на дело народного образования. Средства, таким образом, обеспечены, есть добрая воля работать; но эти средства распределяются на всё пространство нашего отечества, и с уверенностью можно сказать, что ещё долгое время нужны будут такие и большие ассигнования на нужды просвещения без надежды достигнуть ими всеобщей грамотности.
Обращая взоры от этой общей перспективы на наш славный старый Киев, мы не можем не выразить радости по поводу недавно обошедшего наши газеты сообщения о том, что Киевская городская дума надеется, при небольшом пособии от государственной казны, довести число школ в городе до такой цифры, что ни один городской житель школьного возраста не будет лишён возможности учиться. Честь и слава нашему городскому управлению и тем нашим именитым гражданам, которые своими щедрыми пожертвованиями на дело народного образования содействовали успеху дела просвещения.
Но за Киевом лежит наш край с его многолюдным сельским населением, и тут уже перспектива не столь благоприятна. Статистические цифры о числе школ и детей школьного возраста позволяют утверждать, что в нашей губернии только около 35 % детей могут учиться в существующих школах. Данные о приёме новобранцев представляют также печальные для нашего народного сознания свидетельства о низком проценте грамотных призывного возраста.
Помимо малого распространения грамотности, наше отечество угнетает и другое тяжелое бедствие — рецидив безграмотности. Достижение грамотности в школьном возрасте нимало не ручается за то, что это достояние уцелеет. Для того чтобы грамотность удержалась, нужна поддержка извне, нужно оживление раз пробуждённого интереса к печатному слову, нужна книга; но общие условия темноты нашей сельской среды большею частью не таковы, чтобы создать и поддержать потребность в книге. Средства для борьбы с этим злом найдены, и в нашем крае ведутся кое-где воскресные чтения, действуют курсы для взрослых; но, за исключением более крупных центров, это — лишь спорадическое явление».
В 1907—1910 годах помещения на втором этаже занимало правление Киевского общества «Просвещение» (см. также Всеукраинское общество «Просвещение» имени Тараса Шевченко). Общество было создано в 1906 году с целью распространения научных знаний и воспитания национального самосознания населения. Председателями общества в те годы были Б. Д. Гринченко (1906—1909) и С. П. Тимошенко (1909—1910), секретарями — Д. И. Дорошенко (1907—1909) и Л. А. Василевская (1909—1910). Деятельность общества распространялась преимущественно на Киев и его окрестности, поскольку создавать филиалы этой организации запретили. В 1909 году киевское «Просвещение» насчитывало более 620 членов. В марте 1909 года общество организовало в народном доме лекции по истории Украины, которые прочли на украинском языке В. А. О’Коннор-Вилинская и Л. М. Старицкая-Черняховская.
В 1913 году в Киеве состоялась Первая Всероссийская спортивная олимпиада. Олимпийский комитет разместился в Троицком народном доме, его председателем был врач А. К. Анохин, заместителями — врач и спортивный деятель Е. Ф. Гарнич-Гарницкий и полковник И. Харжевский. В распоряжении комитета имелось 10 000 рублей, просьба выделить ещё 5 000 была отклонена правительством, от царя и членов императорской семьи было предоставлено только несколько призов. Поэтому комитет был вынужден организовать сбор дополнительных средств. Первая российская олимпиада организовывалась с целью подготовки участия России в Берлинской олимпиаде 1916 года. В ней участвовало более 500 спортсменов из 9 городов, было установлено 9 всероссийских рекордов. Проведение олимпиады стало важным этапом истории спорта в России, для Киева она стала значительным стимулом к росту спортивных организаций.
В 1917—1918 годах в Троицком народном доме работала общественная организация «Украинский военный клуб имени гетмана Павла Полуботка». Здесь 16 марта 1917 года состоялось учредительное собрание Украинского военного организационного комитета под председательством полковника М. Глинского. На собрании создан клуб им. Полуботка и утверждён его устав, разработанный Н. И. Михновским. Восемнадцатого марта состоялось общее собрание членов клуба, на котором определили главную цель — создание национальной армии.

### Театры
Сразу после постройки зрительный зал и вспомогательные помещения начали сдаваться в аренду театральным коллективам. На срок с 1 сентября 1902 до 16 октября 1905 года был заключён договор с украинским антрепренёром М. М. Бородаем, державшим оперную труппу, и с дворянами И. Горновским и В. Римским-Корсаковым. Опера Бородая продолжала выступать в народном доме и после окончания контракта, до 1907 года, но её выступления не имели значительного успеха. Следующий арендный договор был заключён на срок 16 октября 1905 — 1 июля 1910 года с И. Э. Дуван-Торцовым, но весной 1907 года права на аренду этот антрепренёр передал Н. К. Садовскому.
Театр Садовского работал в народном доме до 7 мая 1917 года. Н. К. Садовский был его главным режиссёром, сам проживал в этом здании. В театр приглашались для разовых выступлений известные оперные певцы, здесь во время учёбы пел в хоре И. С. Козловский, здесь же он дебютировал как оперный певец в 1918 году, исполнив партию Андрея в опере С. С. Гулака-Артемовского «Запорожец за Дунаем». С театром сотрудничали композиторы Н. В. Лысенко и К. Г. Стеценко, несколько опер Лысенко впервые были поставлены на этой сцене. С 1916 года в театре Садовского работала труппа Леся Курбаса, а 16 мая того же года возник театральный кружок, на основе которого через год был создан «Молодой театр».
Весной 1917 года в помещениях театра Садовского проходили собрания театральных деятелей, на которых было организовано Украинское театральное общество, созван Всеукраинский театральный совет, основан еженедельник «Театральные вести» (первый номер вышел 1 апреля). 24 апреля основан комитет Украинского национального театра, работа которого непосредственно опекалась властями УНР. В результате была создана труппа, которая арендовала Троицкий народный дом и в сентябре 1917 года открыла в нём «Украинский национальный театр» (известен также как «Национальный образцовый театр»). В 1918 году при Украинской Державе произошла реорганизация театральных структур, вместо комитета Украинского национального театра действовал Театральный совет, театр в народном доме 14 августа преобразован в «Государственный народный театр». В 1919 году, при Директории УНР, театр переименован в «Украинский народный театр», а затем в «Народный театр». До 15 сентября 1922 года театром руководил П. К. Саксаганский, а затем снова произошла реорганизация и создан Государственный драматический народный театр Губполитпросвета, с 12 января 1923 года — Театр им. М. Заньковецкой. Но уже в феврале того же года коллектив вынужден был уехать из Киева, ныне (с 1944 года) работает во Львове.
В 1919 году с 27 мая до 17 августа в народном доме выступал Первый театр УСР им. Т. Г. Шевченко (ныне Днепропетровский драматический театр имени Т. Шевченко).
В 1934 году, после 12-летнего запрета со стороны советской власти на выступления театров оперетты, в Троицком народном доме открылся Государственный театр музыкальной комедии УССР. В 1966 году он получил название Киевского государственного театра оперетты, в 2004 году ему присвоен статус академического, в 2009 — национального. За 70 сезонов Киевский театр оперетты осуществил более 200 постановок.

## Мемориальные доски
- Памяти собраний и митингов демократических организаций Киева 1905 года. Мраморная доска установлена в 1947 году, в 1979 заменена на гранитную[13].
- Памяти создания в 1905 году первых профсоюзов рабочих Киева. Мраморная доска установлена в 1925 году, скульптор Б. М. Кратко[14].
- Н. К. Садовскому. Гранитная доска с бронзовым барельефным портретом установлена в 1957 году, скульптор Э. М. Фридман, архитектор Д. Е. Демидович[15].
- А. П. Рябову. Установлена в 2007 году[13].